# جيم غيبونز (لاعب كرة قدم أمريكية)
جيم غيبونز (بالإنجليزية: Jim Gibbons)‏ هو لاعب كرة قدم أمريكية أمريكي، ولد في 26 سبتمبر 1936 في شيكاغو في الولايات المتحدة، وتوفي في 20 أغسطس 2016 في إنسينيتاس في الولايات المتحدة.

## وصلات خارجية
- جيم غيبونز على موقع مرجع كرة القدم المحترفة.كوم (الإنجليزية)